# Kings of Leon
Kings of Leon este o formație rock americană, fondată în Nashville, Tennessee, în 1999. Formația constă din frații Anthony Caleb Followill (născut în 14 ianuarie 1982, vocal, chitară ritmică), Ivan Nathan Followill (născut în 26 iunie 1979, baterie, percuție, vocal) și Michael Jared Followill (născut ăn 20 noiembrie 1986, chitară bas, back vocal), și vărul lor Cameron Matthew Followill (născut în 10 septembrie 1984, chitară, back vocal).
Stilul trupei îmbină stiluri ca garage rock, hard rock și alternative rock. Până în prezent trupa a lansat 6 albume. Numele trupei vine de la numele tatălui și bunicului lui Nathan, Caleb și Jared - Leon. Formația a căpătat succesul inițial în Marea Britanie, cu 9 single-uri în Top 40 UK Singles Chart, două Premii BRIT câștigate în 2008, și toate cele trei albume ale formației de la acel moment fiind în top 5 UK Albums Chart. Cel de-al treilea album al lor, Because of the Times, de asemenea a atins poziția #1. După lansarea Only by the Night în septembrie 2008, formația a obținut succes și în Statele Unite. Single-urile "Sex on Fire", "Use Somebody" și "Notion" s-a clasat toate pe poziția #1 în topul ”Hot Modern Rock Tracks”. Albumul a fost certificat cu platină în Statele Unite, și a fost cel mai bine vândut album din 2008 în Australia, fiind certificat cu platină de nouă ori. Cel de-al 5-lea album al formație, Come Around Sundown, a fost lansat pe 18 octombrie 2010, iar cel de-al 6-lea album, Mechanical Bull, a fost lansat pe 24 septembrie 2013.Un al șaptelea album urmează a fi lansat la sfârșitul anului 2016, potrivit toboșarului Nathan Followill via Associated Press în decembrie 2015. Trupa are 7 nominalizări la premiile Grammy, printre care și 3 câștigate.

## Istoric

### Primii ani: 1999-2002
Cei trei frați Followill (Matthew e verișorul lor) au crescut în Oklahoma și Tennessee alături de tatăl lor, Ivan Leon Followill, predicator la Biserica Penticostală Unită, și de mama lor, Betty-Ann. Verii lor sunt Nathan și Tara Hammontree, din Cookeville, Tennesse. Nathan s-a născut în Oklahoma, iar Jared și Caleb în Memphis, Tennessee. Jared a învățat la liceul Mount Juliet, în timp ce Matthew s-a născut și a crescut în Mississippi. Conform revistei Rolling Stone, " în timp ce Ivan predica în biserici și în adunări creștine în corturi de-a lungul Oklahomei și a sudului extrem, băieții mergeau la slujbe și aveau uneori ocazia să bată la niște tobe". Aceștia fie făceau școală acasă cu mama lor, fie erau înscriși în mici școli parohiale. Cu excepția unei perioade de 5 ani când s-au stabilit în Jackson, Tennessee, băieții Followill și-au petrecut copilăria străbătând sudul Statelor Unite într-un Oldsmobile purpuriu din 1988, campând timp de 1-2 săptămâni oriunde avea Ivan de predicat.
Când tatăl băieților a renunțat la predicat și părinții lor au divorțat în 1997, Nathan și Caleb s-au mutat lângă Nashville și, ințial, au adoptat stilul muzicii country. Cât au locuit acolo l-au întâlnit pe compozitorul Angelo Petragila, care i-a ajutat pe frați să-și îmbunătățească talentul la compus și i-a introdus în lumea muzicii de la Lizzy, The Rolling Stones și, mai ales, The Clash. Mezinul familiei, Jared, care merses foarte puțin la o școală de stat, a fost influențat mai mult de muzica celor de la Pixies și The Velvet Underground. Când și el și vărul lor Matthew s-au mutat la Nashville, în 1999, s-a format Kings of Leon. Și-au numit formația după bunicul lor Leon, care a murit în ianuarie 2014.

### Debutul formației și primul EP: 2002-2003
Până în 2002, o mulțime de case de discuri și-au manifestat interesul în a semna cu Nathan și Caleb, care au decis să semneze cu RCA Records, care inițial a insistat ca doar cei doi să formeze o trupă. Totuși, într-un interviu pentru Billboard, Nathan a subliniat cum au spus casei de discuri RCA "Noi nu vrem să fim Evan și Jaron. O să-i cumpărăm fratelui nostru mai mic o chitară bas, e primul an la liceu. Caleb o să învețe să cânte la chitară, Matthew a cântat la chitară când avea 10 ani și eu voi cânta la tobe. Ei au spus 'Bine, o să venim să vă vedem într-o lună.' " Mai târziu în același interviu. Caleb a recunoscut că frații l-au „răpit” pe vărul lor Matthew de acasă din Mississippi pentru a face parte din trupă. I-au spus mamei sale că va fi plecat doar pentru o săptămână, dar apoi nu l-au mai lăsat niciodată să se întoarcă acasă. "Ne-am încuiat în pivniță cu un gram de marijuana și am stat o lună acolo. Mama ne aducea mâncare.", a adăugat Nathan. "La sfârșitul lunii, oamenii de la casa de discuri au venit și noi aveam "Molly's Chambers", "California Waiting", "Wicker Chair", și "Holy Roller Novocaine"."
Primul disc al formației, intitulat Holy Roller Novocaine EP, a fost lansat pe 18 februarie 2003. În acel moment, Jared avea doar 16 ani și încă nu învățase să cânte la chitară bas. Lansarea Holy Roller Novocaine le-a oferit celor de la Kings of Leon o reală expunere pe piața muzicală, primind 4 din 5 stele din partea revistei Rolling Stone. Toate melodiile lansate pe acest EP erau scrise și prin contribuția lui Angelo Petragila, care a fost și producătorul discului, și patru din cele cinci melodii vor mai ulterior lansate în albumul Youth and Young Manhood. Versiunile melodiilor "Wasted Time " și "California Waiting" de pe EP diferă de versiunile de pe album, primele având un ritm mai agitat și un stil vocal diferit față de aceleași piese de pe Youth and Young Manhood. EP-ul conține și melodia "Wicker Chair", iar la o melodie intitulată "Andrea" s-a renunțat înainte de lansare.

### Primul album și aprecierea criticilor: 2003-2006
Primul album al tinerilor Followill, Youth and Young Manhood a fost lansat în Marea Britanie în iulie 2003 și în august în Statele Unite. Albumul a fost înregistrat cu Sound City Studios în Los Angeles și cu Shangri-La Studios în Malibu, California. A fost produs de Angelo Petragila și Ethan Johns. Conform revistei Rolling Stone, look-ul retro-chic al formației și amestecul de mișcări sudiste și rock de garaj agresiv îi putea compara atât cu Lynyrd Skynyrd cât și cu The Strokes. Albumul a devenit un succes în Marea Britanie și Irlanda, unde NME  l-a declarat ''unul dintre cele mai bune albume de debut din ultimii 10 ani'' și The Guardian a descris trupa ca fiind "autentici, rebeli păroși cum obișnuiau să fie cei de la Rolling Stones". Totuși, albumul nu a avut niciun impact semnificativ în Statele Unite, unde comentariile erau în general lipsite de entuziasm și audiența de rock modern era dezinteresată. În Statele Unite, Youth and Young Manhood a vândut doar 100,000 de copii, comparativ cu cele 750,000 vândute în străinătate.
Cel de-al doilea album al formației, Aha Shake Heartbreak, a fost lansat în Marea Britanie în octombrie 2004 și în Statele Unite în februarie 2005. Construit pe ritmul de garage rock sudist din primul lor album, cel de-al doilea a lărgit publicul intern și internațional. Albumul a fost la rândul său produs de Angelo Petragila și Ethan Johns. "The Bucket", "Four Kicks", și "King of the Rodeo" au fost toate lansate ca și single-uri, "The Bucket" ajungând în Top 20 în marea Britanie. "Taper Jesn Girl" a fost folosit în 2007 în filmul Disturbia și în filmul Cloverfield în 2008. Trupa a adunat distincții de la câțiva din colegii lor din muzica rock, incluzându-l pe Elvis Costello, și au fost în turneu cu U2, Bob Dylan și Pearl Jam în 2005 și 2006.

### Succesul comercial suprem: 2006-2009
Cel de-al treilea album al trupei a fost intitulat Because of the Times și a fost lansat pe 2 aprilie 2007 în Marea Britanie și o zi mai târziu în Statele Unite. Lansarea albumului a fost precedată de single-ul "On Call", care a devenit un hit în UK și Irlanda. Albumul a debutat pe locul întâi în Marea Britnaie și Irlanda și a intrat în topurile europene pe locul 25, vânzând aproximativ 70,000 de copii în prima săptămână de la lansare. Deși a fost lăudat de unii critici, alții au cosniderat albumul inferior eforturilor lor anterioare.
În 2008, Kings of Leon au lansat ce de-al patrulea album de studio, Only By the Night , produs de Jacquire King și Angelo Petragila, pe 19 septembrie, care ulterior a intrat în UK Albums Chart pe locul întâi și a rămas pe aceeași poziție încă o săptămână. Only By the Night a avut, de asemenea, două reprize de câte o săptămână de locul întâi în Marea Britanie în 2009, una chiar dupa Premiile BRIT . În Statele Unite, albumul a ajuns pe locul patru în clasamentele Billboard. Recepția critică a albumului a fost cea mai polzartiată de până atunci, cu presa britanică acordând crtici strălucitoare, în timp ce în Statele Unite reacțiile la album erau mai mult amestecate. Albumul a fost numit oficial drept al treilea cel mai bine vândut album din Marea Britanie în anul 2008 și cel mai bine vândut album din Australia în 2008.
"Sex on Fire" a fost primul single lansat pentru descărcare în Marea Britanie pe 8 septembrie. Piesa a devenit cea mai de succes a trupei, atingând locul întâi în Marea Britanie și Irlanda. Ei au câștigat premiile de Cea mai bună trupă internațională și Cel mai bun album internațional în cadrul Premiilor BRIT în 2009, când au și cântat "Use Somebody" live. Kings of Leon au cântat și pe 14 martie 2009, la Sound Relief, în cadrul unui concert caritabil pentru Criza Focurilor Victoriene. Piesa "Crawl" de pe acest album a fost lansată pentru a fi descărcată gratis de pe site-ul formației pe 28 iulie. Cel de-al treilea single de pe album a fost ''Revelry'', care a ajuns pe locul 19 în Noua Zeelandă, iar cel de-al patrulea, "Notion" a atins locul 24 în clasamentele belgiene. Only By the Night a primit discul de Platină în Statele Unite din partea RIAA pentru vânzarea de un milion de copii în mai puțin de un an de la lansarea sa. În 2008, Kings of Leon au fost headliner-ii Festivalului de muzică din Glastonbury și în 2009 trupa a fost capul de afiș a mai multor festivaluri de muzică. printre care Reading & Leeds, Rock Werchter, Oxegen, T in the Park, Gurtenfestival și Open'er Festival în Polonia, precum și la Sasquatch, Lollapalooza și Austin City Limits în Statele Unite.
Trupa și-a lansat primul DVD, Live at the O2 London, England, pe 10 noiembrie 2009. A fost lansat și în format Blu-ray pe 24 noiembrie 2009. Conținutul a fost filmat în Arena O2 din Londra pe 30 iunie 2009, când trupa a cântat un set de 22 de piese în fața unei mulțimi de peste 18,000 de fani. Într-un interviu pentru Billboard, toboșarul Nathan a declarat, "Anglia e cu adevărat primul loc în care am dat lovitura (...) Ne-am gândit că nu există loc mai bun pentru a face un DVD cu un concert live decât acela unde fanii au fost cei mai înrăiți pentru cel mai mult timp." Show-ul a inclus piese de pe toate cele patru albume ale trupei, iar Nathan a continuat spunând, "Am ascuns camerele undeva în mintea noastră și ne-am purtat ca și cum nu ar fi fost acolo."
În 2009, Kings of Leon au înființat Serpents and Snakes Records, o casă de discuri ce include trupe precum The Features, Snowden, Turbo Fruits sau The Weeks.
În data de 31 ianuarie 2010, Kings of Leon au plecat acasă cu premiul Grammy pentru Albumul anului, Cea mai bună prestație rock a unui duo sau a unei trupe cu vocalist și cea mai bună melodie rock pentru "Use Somebody" la cea de-a 52-a ediție a Premiilor Grammy.

### Come Around Sundown: 2010-2011
Cel de-al cincilea album al trupei, numit Come Around Sundown, a fost lansat pe 18 octombrie 2010 în Marea Britanie și pe 19 octombrie 2010 în Statele Unite. A fost înregistrat în Nashville și New York între februarie și iunie 2010 cu Jacquire King și Angelo Petragila încă o dată la cârmă. După lansarea albumului în Australia, formația a lansat toate piesele de pe noul lor album pe site-ul lor.
În iunie 2010, trupa a început un turneu în peste 50 de orașe din America de Nord și Europa. Turneul a început din 5 iunie și a cotinuat până în 23 septembrie. În 27 iulie 2011, în timpul unui concert în Dallas, Texas, vocalistul Caleb Followill părea sub influența unor substanțe toxice, mormăind nedeslușit între cântece, fiind incoerent. A părăsit scena, susținând că merge să vomite, să bea o bere și că se va întoarce pentru a mai cânta trei piese. Nu s-a întors, acest lucru determinând restul trupei să ceară scuze mulțimii și să pună brusc capăt concertului. Pe 1 august 2011, trupa a anunțat pe site-ul lor ca restul turneului din Statele Unite va fi anulat fără reprogramarea datelor stabilite.

### Pauza șiMechanical Bull: 2011-2014
Pe 31 octombrie 2011, trupa a anunțat că, după încheierea turnelui lor în Australia în noiembrie, Kings of Leon vor lua o pauză. Nathan a declarat că pauza formației nu ar trebui să dureze mai mult de șase luni.
Pe 22 august 2012, Jared și Nick Brown din trupa Mona și-au lansat melodia "No Tell", sub numele de Smoke & Jackal. Pe 23 august 2012, întrebat dacă lansarea Smoke & Jackal înseamnă sfârșitul formației Kings of Leon, Jared a spus "Nici pe departe.Lucrăm în curând la ce de-al șaselea album." Basistul de la Kings of Leon, Jared Followill, a confirmat faptul că trupa a terminat de înregistrat albumul, care ar trebui să fie lansat în septembrie 2013, spune NME.  Titlul albumului, Mechanical Bull a fost dezvăluit pe 7 iunie, iar albumul a fost lansat pe 24 septembrie. Primul single al albumului, "Supersoaker", a fost lansat pe 17 iulie 2013. Cel de-al doilea single, "Wait for me" a fost lansat în Marea Britanie în august 2013 și a debutat pe locul 31 în topul UK Singles Chart. "Last Mile Home", o piesă de pe versiunea deluxe a albumului Mechanical Bull , a avut o versiune simplificată scrisă pentru coloana sonoră a filmului August: Oasge County.

### Al șaptelea album: 2015-prezent
După show-ul lor din Nashville de Anul Nou, toboșarul Nathan Followill a declarat că trupa ar vrea să-și lanseze albumul numărul șapte în 2016: "Am început deja pre-producția în studio pentru următorul album, iar principalul lucru pe calendarul din 2016 este terminarea acestui album.Toată presa ridică întrebări și pune presiune pentru album." Vocalistul, Caleb Followill, a adăugat: "Ne place partea asta a procesului. Este într-adevăr multă muncă și poate deveni stresant uneori, dar suntem toți unde trebuie și ne distrăm făcând asta și suntem toți încântați să facem ceva nou." Este posibil ca albumul să fie înregistrat în L.A., Caleb spunând că trupa caută inspirație: "S-ar putea să încercăm să schimbăm puțin peisajul. Primele noastre două albume au fost înregistrate în L.A., deci vom încerca să ne întoarcem să vedem dacă ne inspiră," a spus el."Dacă nu, avem mereu un studio acasă, deci ne putem întoarce oricând."

## Membrii formației
- Caleb Followill – vocal, chitară ritmică (2000-prezent)
- Matthew Followill – chitară solo, clape, pian, back vocal (2000-prezent)
- Jared Followill – chitară bas, clape, sintetizator, back vocal (2000-prezent)
- Nathan Followill – baterie, percuție, back vocal (2000-prezent)

Membrii de turneu
- Christopher Coleman - chitară ritmică, clape, pian, percuție, back vocal (2010-2014)
- Ethan Luck - chitară ritmică, clape, pian, percuție, back vocal (2014-prezent)

## Discografie
- Youth & Young Manhood (2003)
- Aha Shake Heartbreak (2004)
- Because of the Times (2007)
- Only by the Night (2008)
- Come Around Sundown (2010)
- Mechanical Bull (2013)
- Walls (2016)
- When You See Yourself (2021)
- Can We Please Have Fun (2024)

## În alt domeniu
La începutul lui aprilie 2011, un film de 87 de minute regizat de Stephen C. Mitchell despre viața celor patru membri ai trupei a fost prezentat la Festivalul de Film Tribeca din 2011 la New York, intitulat Talihina Sky, numele unei vechi melodii al trupei Kings of Leon. Premiera de la Tribeca a fost urmată de programarea unei premiere în orașul lor natal la deadCENTER Film Festival în Oklahoma City, Oklahoma pe 8 iunie 2011.
Premiera europeană a avut loc la Festivalul Internațional de Film din Edinburgh pe 25 iunie și a fost urmată de un interviu cu trupa. Revoler Entertainment a difuzat filmul și interviul în 150 de cinematografe din Marea Britanie pentru "Doar o noapte" de difuzare live. RCA Records a anunțat ulterior că filmul va fi lansat Blu-ray și DVD pe 1 noiembrie 2011.